# 73700 von Kues
73700 von Kues è un asteroide della fascia principale. Scoperto nel 1991, presenta un'orbita caratterizzata da un semiasse maggiore pari a 3,1156534 UA e da un'eccentricità di 0,2313465, inclinata di 17,92760° rispetto all'eclittica.
L'asteroide è dedicato al teologo tedesco Nicola Cusano tramite la forma in lingua tedesca del suo nome.